# Berlin (Connecticut)
Pour les articles homonymes, voir Berlin (homonymie).
Berlin est une ville située dans le comté de Hartford, dans l'État du Connecticut aux États-Unis. C'est le centre géographique de l'État. Lors du recensement de 2010, Berlin avait une population totale de 19 866 habitants,. Berlin est une ville résidentielle et industrielle, et inclut deux hameaux : Kensington et East Berlin (en).

## Géographie
Selon le Bureau du recensement des États-Unis, la superficie de la ville est de 26,99 milles carrés (69,9 km2), dont 26,32 milles carrés (68,17 km2) de terres et 0,66 milles carrés (1,71 km2) de plans d'eau (soit 2,45 %).

Longue de quelque 29 km, la rivière Mattabesset (en), qui prend source non loin du réservoir Merimere près de Meriden,, serpente à travers la commune de Berlin via les étangs de Harts et du Papermill et coule vers l'est pour rejoindre le fleuve Connecticut à Middletown. Elle trace au passage la frontière entre la ville de Berlin et celle de Cromwell. La ville compte plusieurs ruisseaux dont des affluents de la Mattabesset comme Belcher Brook, Hatchery Brook, et Spruce Brook. L'ensemble des zones humides du bassin hydrographique de la Mattabesset fait l'objet de nombreuses mesures de conservation de la part de la ville et des communes avoisinantes afin de préserver ce milieu naturel fragile,.

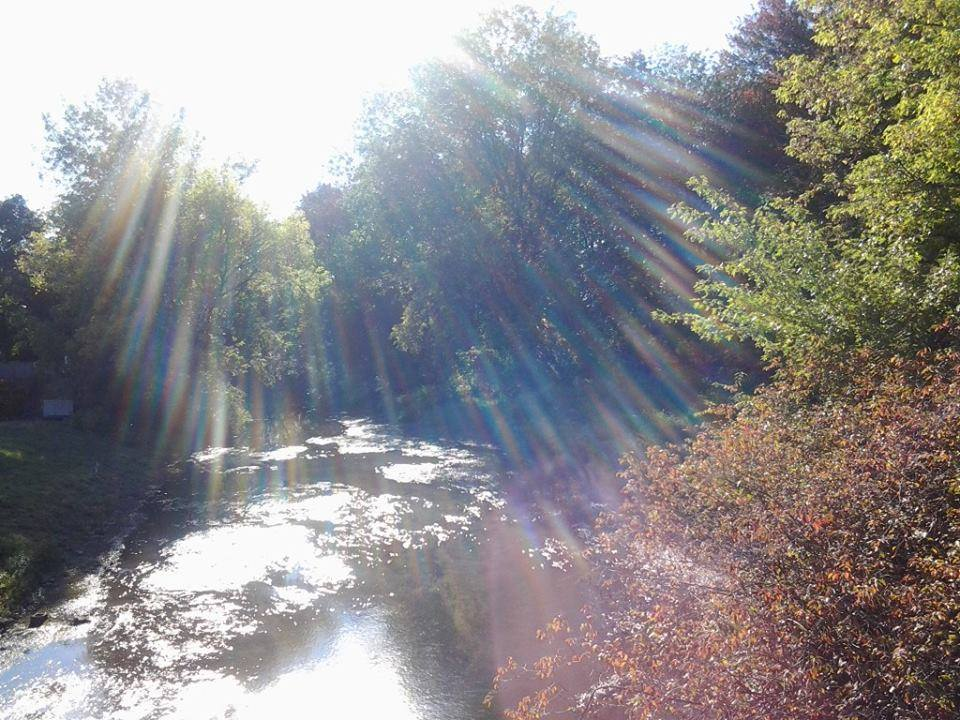
Rivière Mattabesset à Berlin, regardant en amont (octobre 2013).

À l'ouest et au sud-ouest, la ville est bordée par les Hanging Hills (les « collines suspendues ») (312 m), la Short Mountain (la « montagne courte ») (160 m), la Ragged Mountain (la « montagne déchiquetée ») (232 m) et le Lamentation Mountain (Mont Lamentation) (220 m),. Ces élévations basaltiques font partie de la Metacomet Ridge, une arête rocheuse de 170 km appartenant à la chaîne des Appalaches. Elles sont incluses dans les réseaux de pistes de randonnée de la Matabessett Trail (80 km) et de la Metacomet Trail (82 km).

## Histoire
Berlin devient une municipalité en 1785. D'abord appelée Kensington, Great Swamp puis Worthington, la municipalité adopte ensuite le nom de la capitale allemande.

## Démographie
Lors du recensement de 2000, il y avait 18 215 habitants, 6 792 ménages, et 5 155 familles dans la ville. La densité de population était de 265,9 hab/km2. Il y avait 6 955 maisons pour une densité de 101,5 maisons/km2. La décomposition ethnique de la population était : 97,03 % blancs ; 0,36 % noirs ; 0,05 % amérindiens ; 1,65 % asiatiques ; 0,01 % natifs des îles du Pacifique ; 0,18 % des autres races ; 0,73 % de deux races ou plus. 1,47 % de la population était hispanique ou Latino de n'importe quelle race.
Il y avait 6 792 ménages, dont 34,3 % avaient des enfants de moins de 18 ans, 65,5 % étaient des couples mariés, 7,7 % avaient une femme qui était parent isolé, et 24,1 % étaient des ménages non-familiaux. 20,8 % des ménages étaient constitués de personnes seules et 10,9 % de personnes seules de 65 ans ou plus. Le ménage moyen comportait 2,67 personnes et la famille moyenne avait 3,11 personnes.
Dans la ville le pyramide des âges était : 24,7 % en dessous de 18 ans, 5,3 % de 18 à 24 ans, 27,8 % de 25 à 44 ans, 25,6 % de 45 à 64 ans, et 16,6 % âgés de 65 ans ou plus. L'âge médian était de 41 ans. Pour 100 femmes, il y avait 94,4 hommes. Pour 100 femmes de 18 ans ou plus, il y avait 91,7 hommes.
Le revenu médian par ménage de la ville était de 68 068 dollars US, et le revenu médian par famille était de 76 756 $. Les hommes avaient un revenu médian de 49 714 $ contre 34 832 $ pour les femmes. Le revenu par habitant de la ville était de 27 744 $. 2,5 % des habitants et 1,4 % des familles vivaient sous le seuil de pauvreté. 0,9 % des personnes de moins de 18 ans et 6,8 % des personnes de plus de 65 ans vivaient sous le seuil de pauvreté.
| 1790  | 1800            | 1820  | 1830  | 1840  | 1850  |
| ----- | --------------- | ----- | ----- | ----- | ----- |
| 2 465 | 2 702 1810=2798 | 2 877 | 3 037 | 3 411 | 1 869 |

| 1860  | 1870  | 1880  | 1890  | 1900  | 1910  |
| ----- | ----- | ----- | ----- | ----- | ----- |
| 2 146 | 2 436 | 2 385 | 2 600 | 3 448 | 3 728 |

| 1920  | 1930  | 1940  | 1950  | 1960   | 1970   |
| ----- | ----- | ----- | ----- | ------ | ------ |
| 4 298 | 4 875 | 5 230 | 7 470 | 11 250 | 14 149 |

| 1980   | 1990   | 2000   | 2010   | - | - |
| ------ | ------ | ------ | ------ | - | - |
| 15 121 | 16 787 | 18 215 | 19 866 | - | - |